# Lycosa vellutina
Lycosa vellutina är en spindelart som beskrevs av Cândido Firmino de Mello-Leitão 1941. 
Lycosa vellutina ingår i släktet Lycosa och familjen vargspindlar. Artens utbredningsområde är Colombia. Inga underarter finns listade i Catalogue of Life.